# Nikolaus Bantleon
Nikolaus von Bantleon (né le 1er juin 1838 à Kuchen et mort le 13 décembre 1928 à Waldhausen) est agriculteur, membre de la chambre des députés de Wurtemberg et député du Reichstag.

## Biographie
Bantleon étudie à l'école primaire et est le propriétaire d'une brasserie, la brasserie au cheval noir à Geislingen. Il est également membre du conseil d'administration de l'association agricole de Geislingen. À partir de 1883, il est membre de la chambre des députés de Wurtemberg pour le parti allemand, initialement en tant que représentant du district de Heidenheim. Durant la législature de 1906 à 1912, il est président de la chambre.
À partir de 1893, il est député du Reichstag pour la 14e circonscription de Wurtemberg (Ulm, Heidenheim, Geislingen (de)). Son mandat est déclaré nul le 8 février 1895.

## Honneurs
- 1906 : Croix de chevalier 1re classe de l'Ordre de Frédéric
- 1911 : Nommé citoyen d'honneur de la commune de Waldhausen
- Ordre de la Couronne de Wurtemberg de 1911, associé au titre personnel de noblesse